# Grabenöli
Die Grabenöle bei Lüterswil (Gemeinde Buchegg) im Kanton Solothurn ist eine alte wasserbetriebene Ölmühle aus dem 16. Jahrhundert. Sie steht in einer kleinen Waldlichtung nordwestlich von Lüterswil. Die Mühle wird noch heute durch den Mühlibach angetrieben. Das Wasser wird gefasst und auf das oberschlächtige Wasserrad geleitet. Mit einer komplizierten Mechanik werden verschiedene Werke betrieben. Für die Ölherstellung sind dies der Kollergang, der Wärmeofen mit Rührwerk und die Keilpresse. Weitere Arbeitsgänge können mit der Knochenstampfe und der Hanf- und Flachsreibe erledigt werden. Heute werden vor allem Baumnüsse zu Öl verarbeitet.
Die Anlage wurde 1988 mit Unterstützung des Kantons aufwendig restauriert und wird heute wieder vom Öliverein Lüterswil regelmässig betrieben. 2009 war ein so wasserarmer Herbst, dass nur wenig gemahlen werden konnte. Die Mühle kann auf Voranmeldung besichtigt werden.

## Galerie

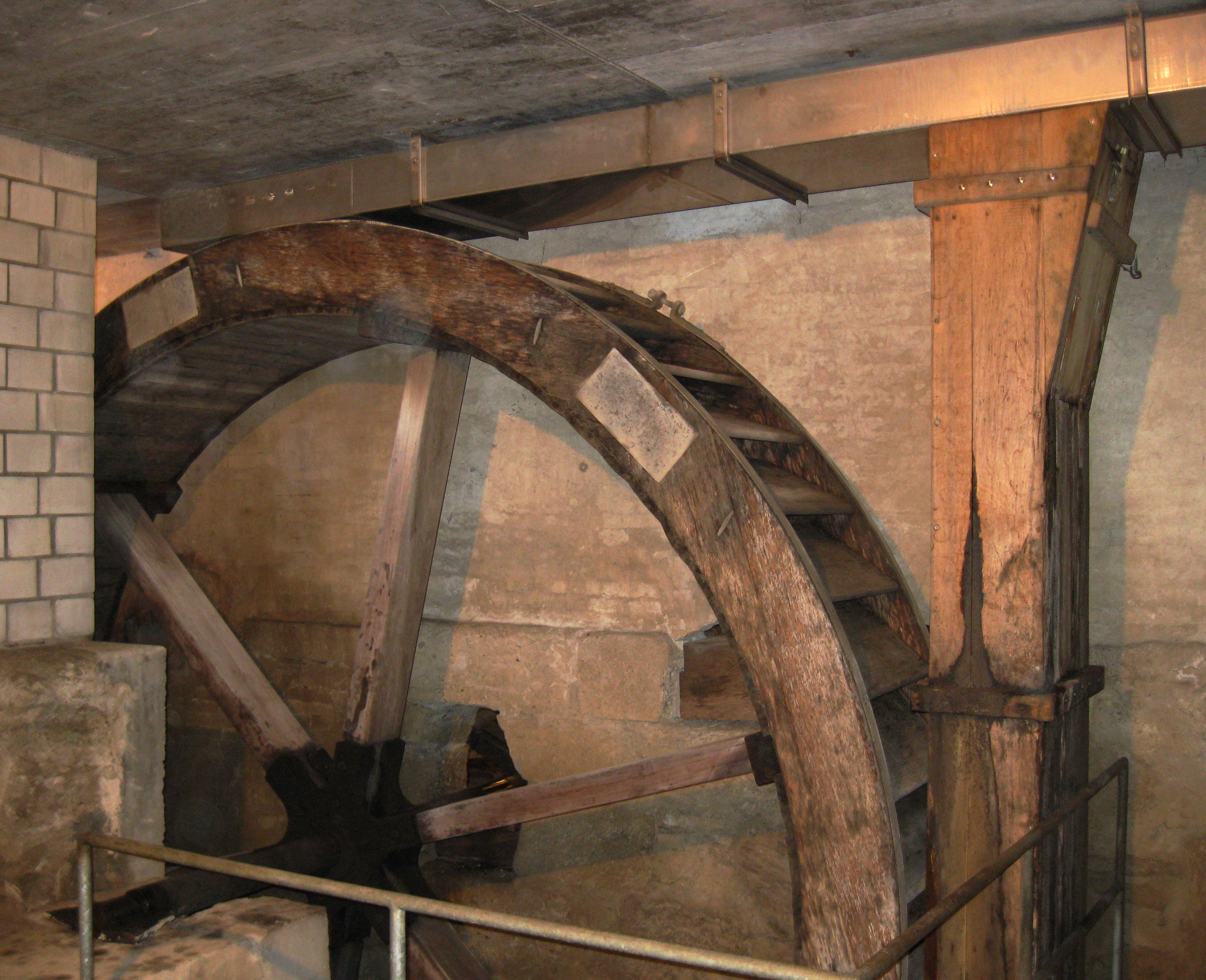
Oberschlächtiges Wasserrad
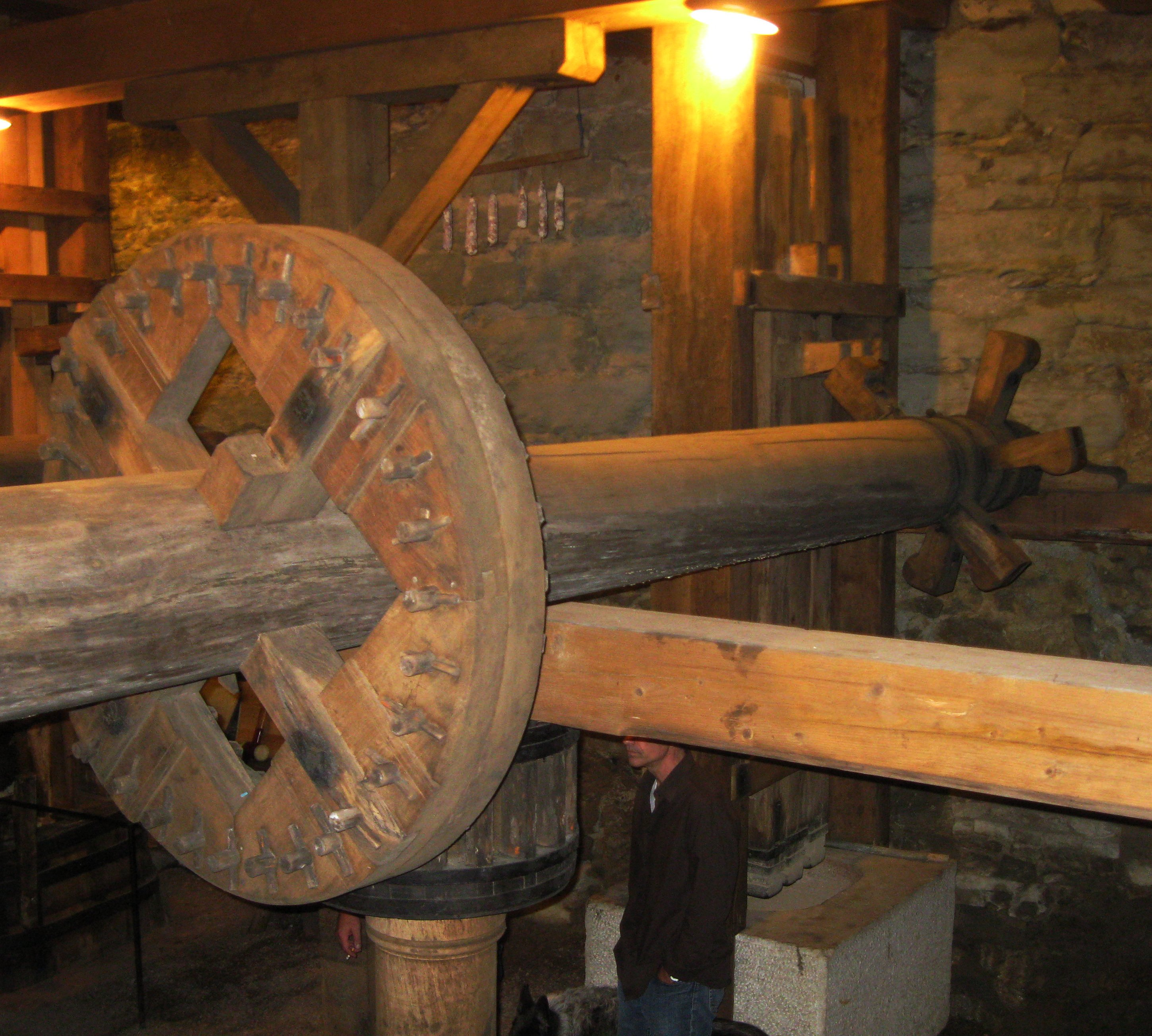
Mechanik Presseantrieb
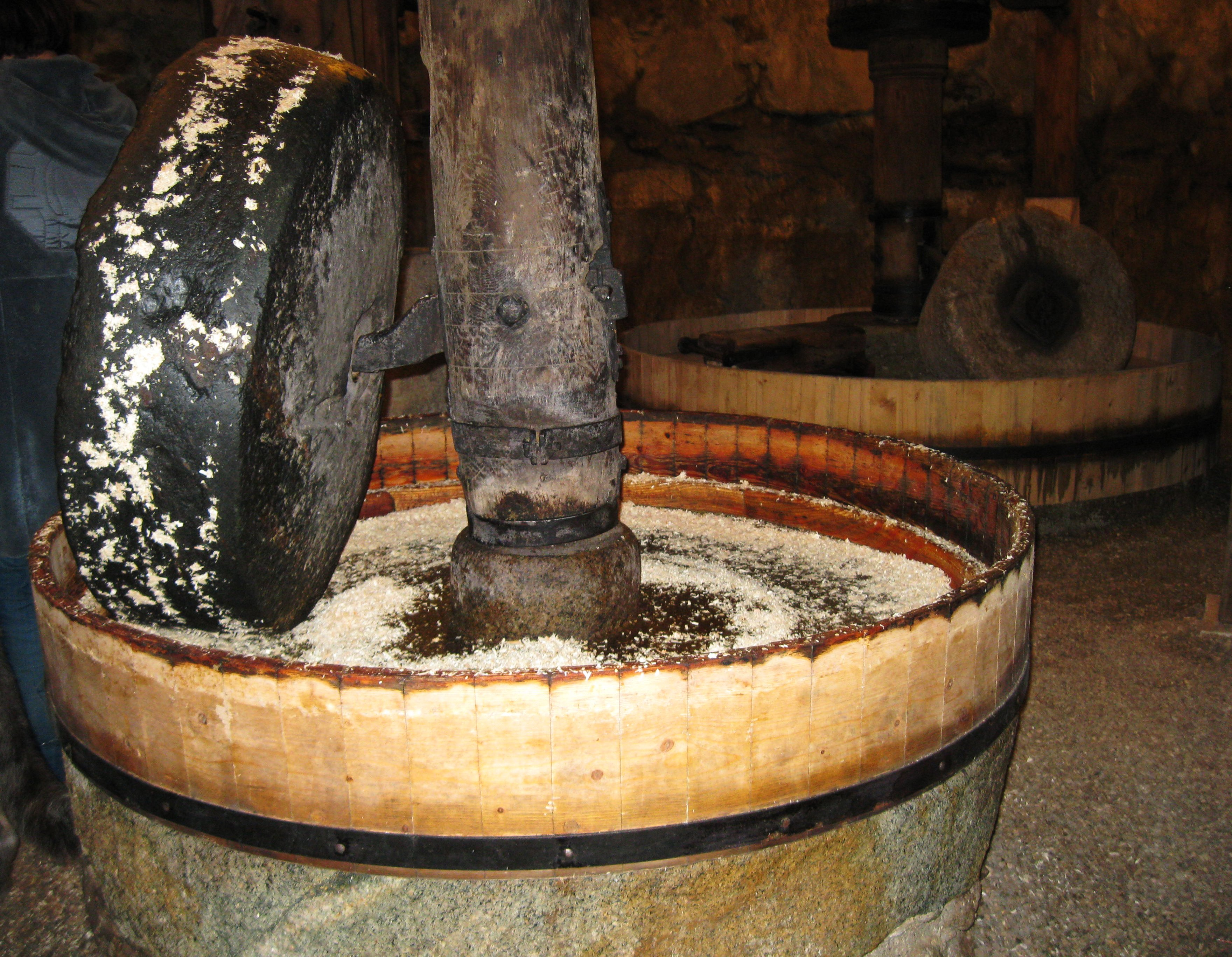
Mahlstein mit Nussresten
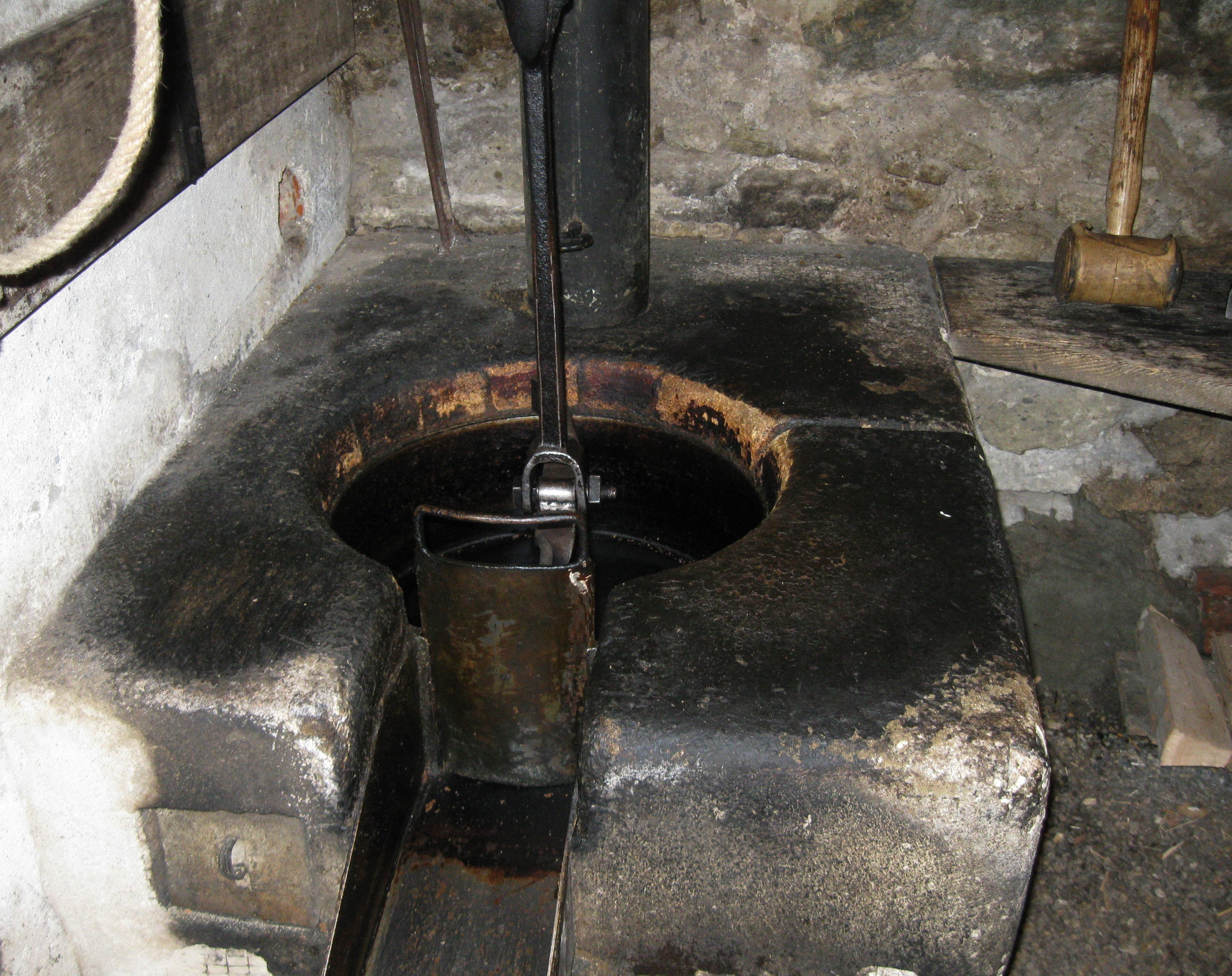
Feuerstelle